# 糀谷站

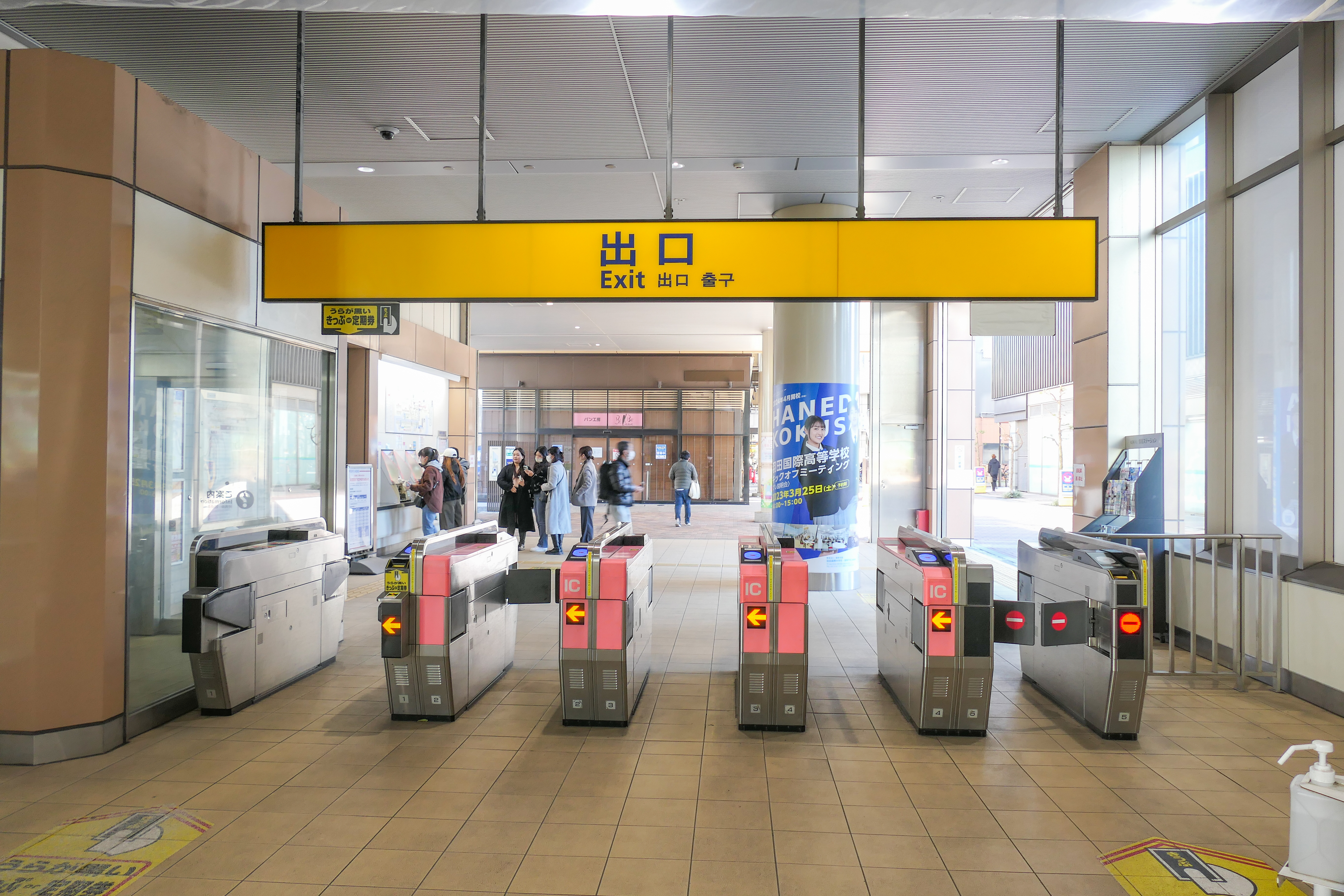
驗票口（2023年2月）

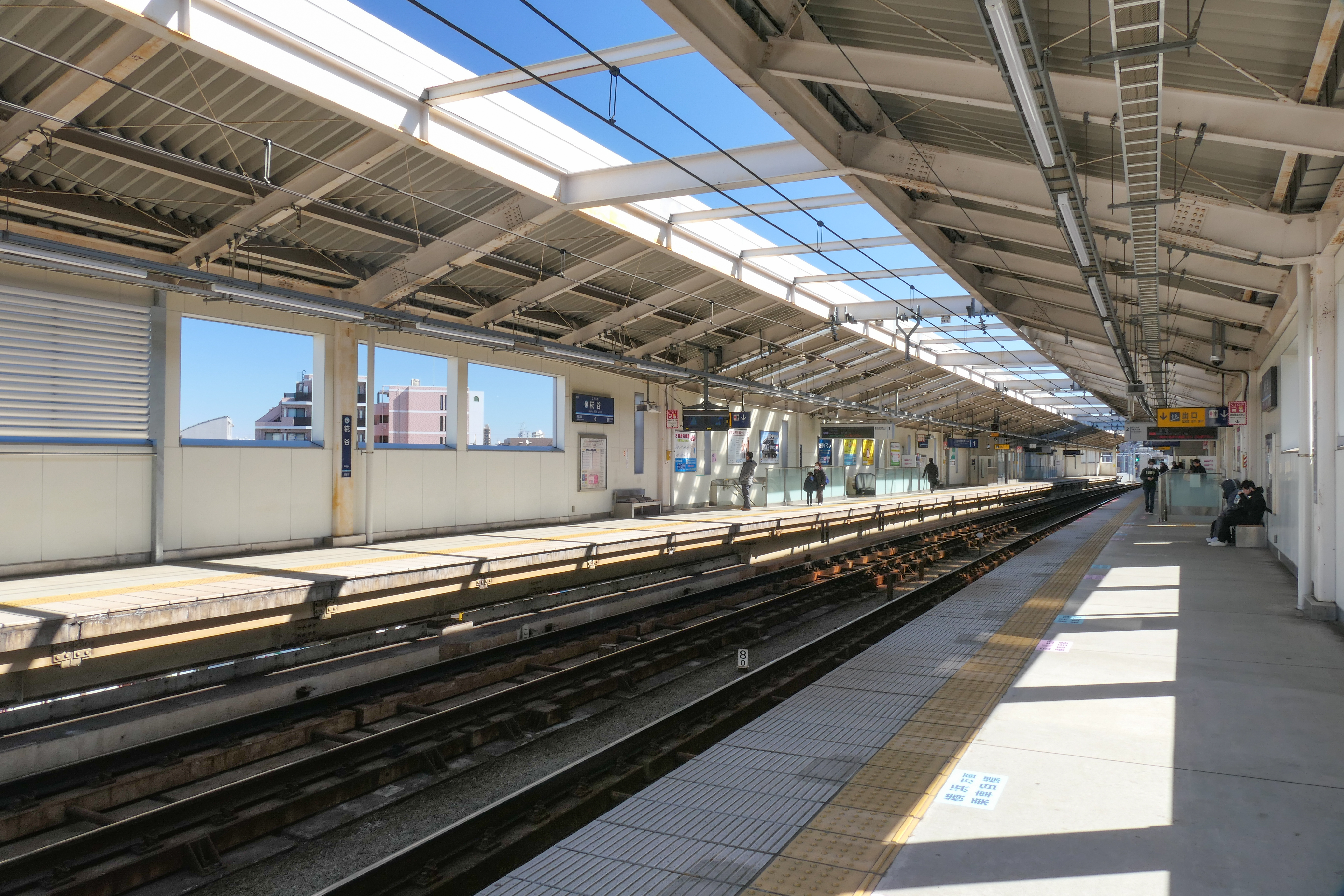
月台（2023年2月）

糀谷站（日语：／ Kōjiya eki */?）是位於日本東京都大田區西糀谷，屬於京濱急行電鐵機場線的鐵路車站。車站編號是KK12。

## 年表
- 1902年（明治35年）6月28日 - 羽田支線蒲田 - 稻荷橋間 (3.6km) 開通同時啟用車站。
- 1992年（平成4年）4月26日 - 站房改建工程完工。
- 1993年（平成5年）4月1日 - 機場線羽田站（現天空橋站）開業，直通都心方向的直通列車開始運行。
- 1994年（平成6年）12月10日 - 對應8輛編組的月台延長工程完工。
- 2005年（平成17年）12月1日 - 隨著京急蒲田站連續立體工程進行，臨時站房啟用。
- 2007年（平成19年）
  - 3月3日 - 隨著京急蒲田站連續立體工程進行，京急蒲田側的下行月台北側線形變更。
  - 11月17日 - 隨著京急蒲田站連續立體工程進行，天橋的下行線大鳥居側階梯撤除。
  - 11月18日 - 隨著京急蒲田站連續立體工程進行，京急蒲田側的上行月台北側線形變更。
- 2008年（平成20年）
  - 3月2日 - 隨著京急蒲田站連續立體工程進行，大鳥居側的下行月台北側線形變更。
  - 4月6日 - 隨著京急蒲田站連續立體工程進行，大鳥居側的上行月台北側線形變更。
  - 4月22日 - 隨著京急蒲田站連續立體工程進行，南口剪票口往京急蒲田站側移動。
  - 9月25日 - 隨著京急蒲田站連續立體工程進行，天橋撤除。
- 2010年（平成22年）5月16日 - 隨著京急蒲田站連續立體工程進行，車站上行月台高架化。京急蒲田 - 大鳥居間成為單線並列區間。同時改點，為機場急行停車站。
- 2012年（平成24年）10月21日 - 隨著京急蒲田站連續立體工程進行，車站下行月台高架化[2]。同時單線並列區間縮短至本站。
- 2017年（平成29年）3月 - 京急蒲田站連續立體工程進行完工[3]。

## 車站構造
本站為側式月台2面2線的高架車站。過去在地面車站時期，南北月台之間透過天橋聯絡，後因機場線京急蒲田至大鳥居間的連續立體工程於2008年9月25日撤除，兩月台一度需站外聯絡。2012年10月21日起已可站內移動。驗票閘口設於羽田機場側。
京急蒲田站至本站間是單線並列區間。2012年下行線高架化時，本站與京急蒲田站之間增設剪式轉轍器。2010年上行線先行高架化時，單線並列區間為京急蒲田站至大鳥居站間（大鳥居站的京急蒲田側有剪式轉轍器）。1樓的1號線以本線基準為下行列車（往京急川崎、橫濱方向與品川方向往羽田機場），2樓的2號線以本線基準為上行列車（往品川方向與京急川崎、橫濱方向往羽田機場）。

### 月台配置
| 月台 | 路線   | 方向 | 目的地                              |
| ---- | ------ | ---- | ----------------------------------- |
| 1    | 機場線 | 下行 | 羽田機場（第1、第2、第3航站樓）方向 |
| 2    | 機場線 | 上行 | 品川、新橋方向 京急川崎、橫濱方向   |

- 前述2012年10月21日改點起，午間與週六日夜間的品川方向機場急行升格為快特，橫濱方向機場急行以10分間隔運行。因此該時段從本站往都營淺草線新橋方向，或是品川、都營淺草線方向往本站時，需在京急蒲田站轉乘橫濱方向發出的機場急行。

### 地上車站時代、高架化工程圖片

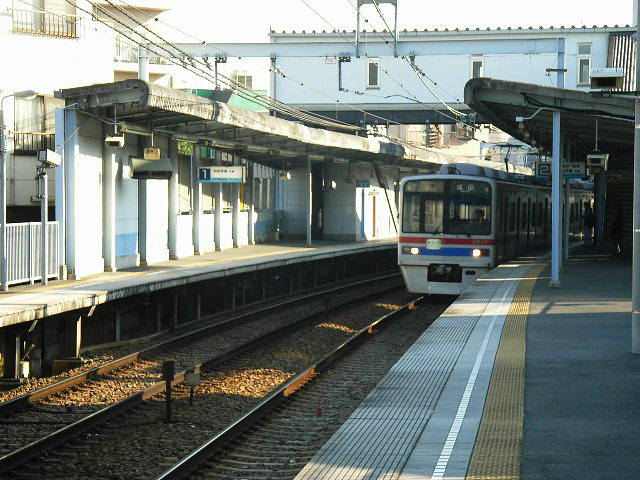
地面2線當時的月台（2004年12月）
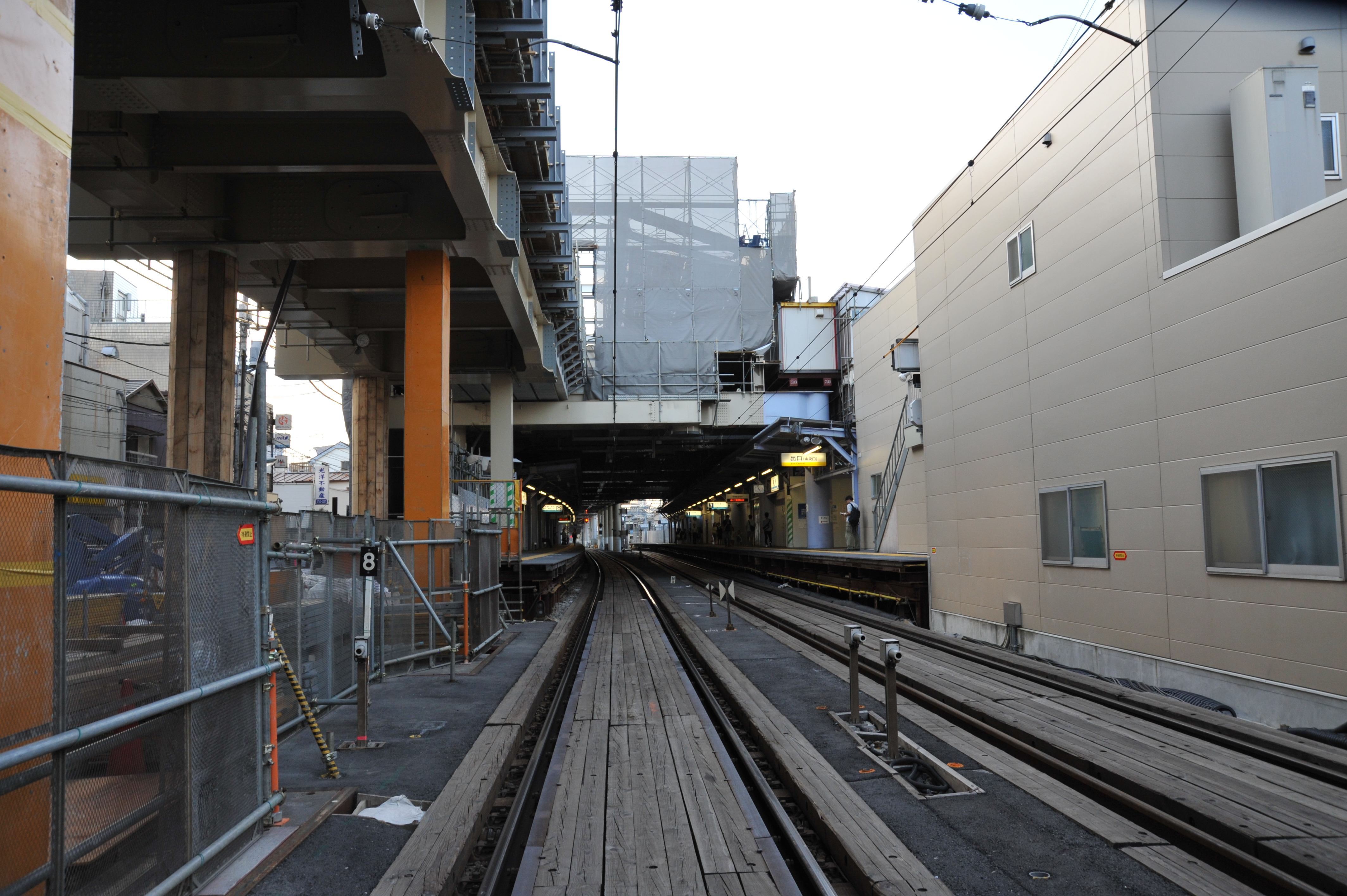
2009年9月的高架化工程
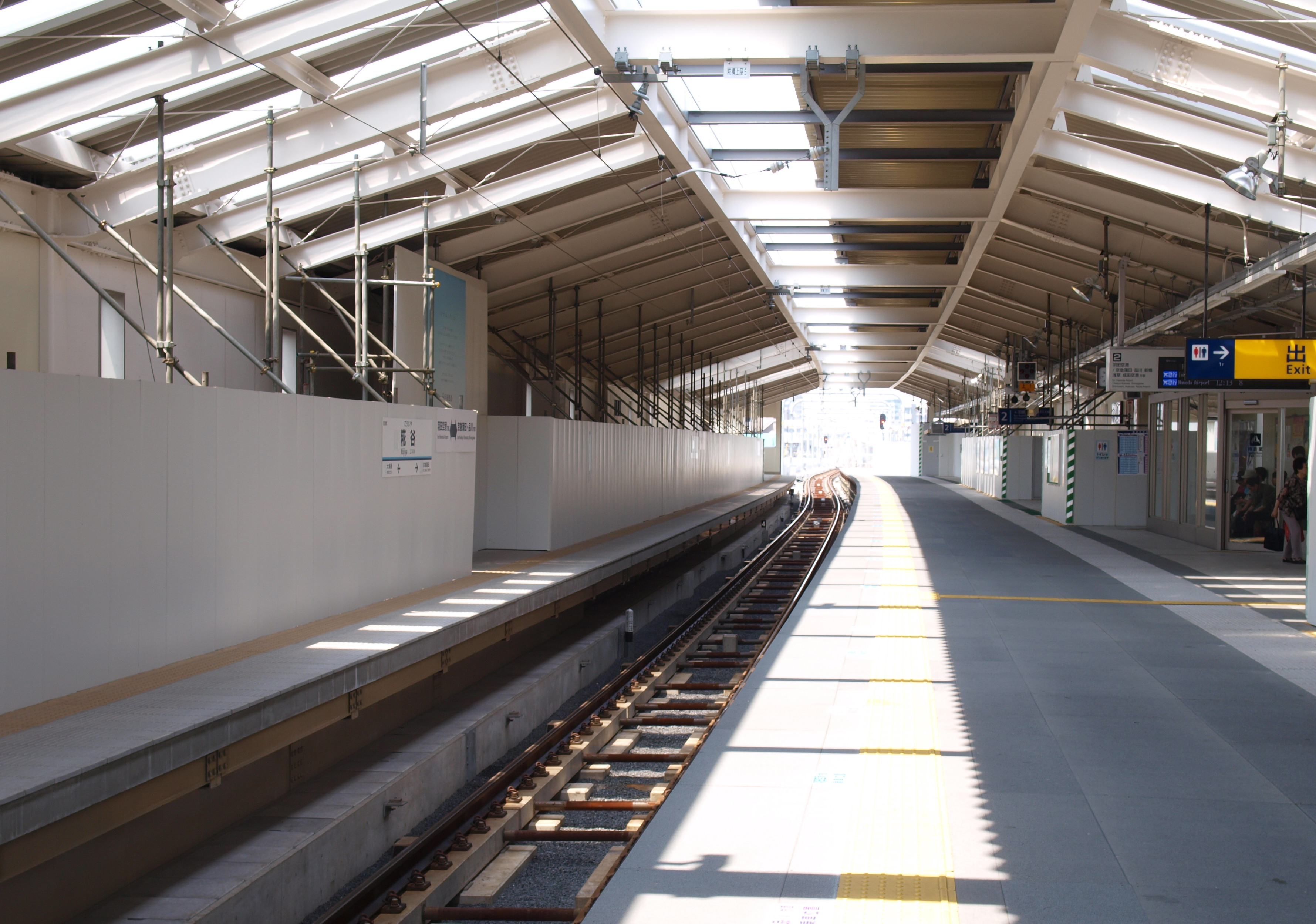
高架化的2號線月台（2010年8月）

## 利用狀況
2016年度一日平均上下車人次為25,429人。近年一日平均上車人次的推移如下表。
| 年度               | 1日平均 上下車人次 | 1日平均 上車人次 | 來源   |
| ------------------ | ------------------ | ---------------- | ------ |
| 1990年（平成02年） |                    | 9,811            | [ 6 ]  |
| 1991年（平成03年） |                    | 9,691            | [ 7 ]  |
| 1992年（平成04年） |                    | 9,605            | [ 8 ]  |
| 1993年（平成05年） |                    | 9,721            | [ 9 ]  |
| 1994年（平成06年） |                    | 9,907            | [ 10 ] |
| 1995年（平成07年） |                    | 9,967            | [ 11 ] |
| 1996年（平成08年） |                    | 9,775            | [ 12 ] |
| 1997年（平成09年） |                    | 9,411            | [ 13 ] |
| 1998年（平成10年） |                    | 9,337            | [ 14 ] |
| 1999年（平成11年） |                    | 9,303            | [ 15 ] |
| 2000年（平成12年） |                    | 9,614            | [ 16 ] |
| 2001年（平成13年） |                    | 9,710            | [ 17 ] |
| 2002年（平成14年） |                    | 9,778            | [ 18 ] |
| 2003年（平成15年） | 20,320             | 10,082           | [ 19 ] |
| 2004年（平成16年） | 20,578             | 10,219           | [ 20 ] |
| 2005年（平成17年） | 21,118             | 10,493           | [ 21 ] |
| 2006年（平成18年） | 21,845             | 10,866           | [ 22 ] |
| 2007年（平成19年） | 22,452             | 11,156           | [ 23 ] |
| 2008年（平成20年） | 23,138             | 11,493           | [ 24 ] |
| 2009年（平成21年） | 22,626             | 11,233           | [ 25 ] |
| 2010年（平成22年） | 22,294             | 11,076           | [ 26 ] |
| 2011年（平成23年） | 21,862             | 10,855           | [ 27 ] |
| 2012年（平成24年） | 22,369             | 11,110           | [ 28 ] |
| 2013年（平成25年） | 23,512             | 11,666           | [ 29 ] |
| 2014年（平成26年） | 23,834             | 11,811           | [ 30 ] |
| 2015年（平成27年） | 24,909             | 12,333           | [ 31 ] |
| 2016年（平成28年） | 25,429             |                  |        |

## 周邊
周邊為住宅區，站前空間南北狹窄。東側有商店街OIDE通糀谷商店會。北側有以黑湯溫泉著名的錢湯「幸之湯」。
隨著本站高架化，車站南側（機場線與環八通之間）進行的再開發計畫在2017年3月竣工。
- OIDE通糀谷商店會（日语：おいで通り糀谷商店会）
- 糀谷商店街
- 萩中商店會
- 環八通（日语：東京都道311号環状八号線）
- VengaVenga（日语：エヌフーズ）糀谷店（超市）
- 清爽信用金庫（日语：さわやか信用金庫）羽田支店、糀谷站前出張所
- 川崎信用金庫（日语：川崎信用金庫）糀谷支店
- 大田萩中郵便局
- 大田南蒲田郵便局
- 大田西糀谷郵便局
- 大田區萩中文化中心
- 蒲田女子高等學校（日语：蒲田女子高等学校）
- 社會保險蒲田綜合醫院（日语：社会保険蒲田総合病院）
- 幸之湯（溫泉錢湯）
- 丸越（日语：マルエツ）新糀谷店
- HOME CENTER  KOHNAN（日语：コーナン）本羽田萩中店
- 山田電機Tecc Land大田糀谷店
- Olympic（日语：Olympicグループ）本羽田店

### 巴士路線
最近的巴士站是糀谷站巴士站。以下路線由京濱急行巴士與羽田京急巴士運行。
- <蒲30> 往國際線航廈（僅早晨、深夜）（羽田京急）
- <蒲31> 經六間堀往羽田機場、羽田車庫（僅夜間）（羽田京急）
- <蒲33> 往羽田車庫行（羽田京急）
- <蒲35> 往東糀谷六丁目（羽田京急）
- <蒲36> 往森崎（京急）
- <蒲30・蒲31・蒲33・蒲35> 往蒲田站（羽田京急）
- <蒲36> 往蒲田站（京急）

## 相鄰車站
京濱急行電鐵
 機場線
■機場快特、■快特
通過
■特急、■機場急行、■普通
京急蒲田（KK11）－糀谷（KK12）－大鳥居（KK13）

## 外部連結
- 糀谷站（各站資訊） - 京濱急行電鐵（日語）